# ببجي موبايل

لقطة شاشة من ساحة قتال ببجي موبايل

بلاير أنونز باتل غراوندز موبايل (بالإنجليزية: PlayerUnknown's Battlegrounds Mobile) وتعرف أيضا ببجي موبايل (بالإنجليزية: PUBG Mobile) هي لعبة فيديو مجانية من نوع باتل رويال خاصة للهواتف الذكية طورتها تينسنت ونشرتها تينسنت وكرافتون غيم يونيون وإيبك غيمز وليفل إنفينتي وببجي ستوديو، صدرت في 19 مارس 2018 وتعمل على أجهزة أندرويد وآي أو إس.
فكرة اللعبة هي قتال ما يصل إلى 100 لاعب في جزيرة ومحاولة البقاء على قيد الحياة، الشخص الأخير الذي ينجو هو الفائز بالمباراة.
وقد تعدت اللعبة 500 مليون عملية تنزيل على جوجل بلاي، وجمعت مليار تنزيل على جوجل بلاي و أبل أب ستور مجتمعين اعتبارًا من مارس 2021 وحققت أكثر من 2.6 مليار دولار في عام 2020، مما يجعلها اللعبة الأعلى ربحًا ل2021 ووصلت إجمالي إيراداتها إلى 6.2 مليار دولار اعتبارًا من أغسطس 2021.

## أسلوب اللعب
تتميز ببجي موبايل بأسلوب لعب مشابه جداً للعبة الأولى والأصلية ببجي، حيث ينزل اللاعبون بالمظلات في جزيرة نائية حيث يتقاتل ما لا يزيد عن مائة مشارك كحد أقصى ليظلوا آخر الناجين. قبل كل مباراة، يتم اختيار طريقة اللعب، والتي يمكن أن تكون فردية أو جماعية (بحد أقصى أربعة).

## الإطلاق
بدأ الاختبار التجريبي للعبة في 15 و16 مارس 2018 لنظامي أندرويد و آي أو إس على التوالي. بعد ردود الفعل الإيجابية، أعلنت تينسنت وشركة ببجي عن إطلاق اللعبة من خلال جوجل بلاي وأبل أب ستور في 19 مارس 2018.

## ببجي موبايل لايت
ببجي موبايل لايت (بالإنجليزية: pubg mobile lite) هو إصدار خفيف الوزن يعمل بنظام أندرويد من ببجي موبايل المصمم للأجهزة منخفضة التكلفة ذات طاقة معالجة أقل وسعة ذاكرة الوصول العشوائي، وقد أُطلقت لأول مرة في 24 يناير 2019 في تايلاند. يشتغل هذا الإصدار على الجهاز الذي يحتوي على ذاكرة وصول عشوائي (RAM) لا تقل عن 1 جيجابايت. صدر الإصدار البسيط في مناطق معينة فقط بما في ذلك دول أمريكا اللاتينية وآسيا وأفريقيا للاعبين الذين يمتلكون هواتف ذكية منخفضة المواصفات لتجربة اللعبة. إنه غير متوفر للولايات المتحدة والمملكة المتحدة وأستراليا. يتميز الإصدار اللعبة بخريطة أصغر حجمًا 2 × 2 مع ما يصل إلى 60 لاعبًا في المباراة بدلاً من 100 لاعب في الإصدار الأصلي.

## وصلات خارجية
الموقع الرسمي